# Mistrzostwa Świata w biegu na 100 km 1991
5. Mistrzostwa Świata w biegu na 100 km 1991 – zawody lekkoatletyczne, które odbyły się 25 maja 1991 we Florencji we Włoszech.

## Medaliści
|                         | 1. miejsce                                                            | Rezultat | 2. miejsce                                                                | Rezultat | 3. miejsce                                                                        | Rezultat |
| Mężczyźni indywidualnie | Valmir Nunes                                                          | 6:35:39  | Roland Vuillemenot                                                        | 6:39:14  | Jean-Marc Bellocq                                                                 | 6:52:55  |
| Mężczyźni drużynowo     | Francja 1. Roland Vuillemenot · 2. Jean-Marc Bellocq · 3. Gilles Olry | 20:53:04 | Niemcy 1. Heinz Hüglin · 2. Jürgen Mennel · 3. Herbert Cuntz              | 21:23:18 | Wielka Brytania 1. Patrick Macke · 2. Donald Alexander Ritchie · 3. Stephen Moore | 21:47:40 |
| Kobiety indywidualnie   | Eleanor Adams-Robinson                                                | 7:52:15  | Nadezhda Gumerova                                                         | 8:05:47  | Marta Vass                                                                        | 8:15:28  |
| Kobiety drużynowo       | Niemcy 1. Katharina Janicke · 2. Sigrid Lomsky · 3. Angelika Böttcher | 25:41:03 | Rosja 1. Nadezhda Gumerova · 2. Nurziia Bagmanova · 3. Mariia Ostrovskaya | 25:41:54 | Wielka Brytania 1. Eleanor Adams-Robinson · 2. Susan Ashley · 3. Hilary Walker    | 26:11:57 |